# ارس بولر

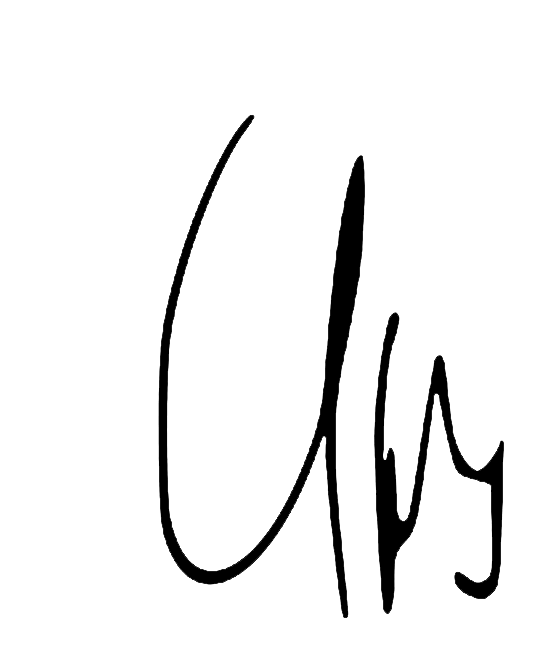
امضای اُرس بولر

اُرْس تونی بولر (آلمانی: Urs Toni Bühler؛ زادهٔ ۱۹ ژوئیهٔ ۱۹۷۱) خواننده و موسیقی‌دان اهل سوئیس است. وی از سال ۲۰۰۰ میلادی تاکنون مشغول فعالیت بوده‌است و بیش از ۳۰ میلیون نسخه از آثارش به‌فروش رفته است.